# 湛江市广播电视中心
湛江市广播电视中心是湛江广播电视台驻地，同时也是粤西地区功能最齐全，设施最先进的现代化传媒基地，于2008年1月1日落成，位于湛江国际会展中心旁，总建筑面积36000多平方米，分为三大功能区。其中演播区1—3层中间夹层，编辑办公区9层；地下车库与设备房区，地下一层。

## 外部連結
- 湛江金视网